# Kalliosaari (ö i Södra Österbotten, Seinäjoki, lat 62,88, long 22,41)
Kalliosaari är en ö i Finland. Den ligger i sjön Kotilammi och i kommunen Seinäjoki i den ekonomiska regionen  Seinäjoki och landskapet Södra Österbotten, i den sydvästra delen av landet, 300 km norr om huvudstaden Helsingfors. Öns area är 1,8 hektar och dess största längd är 210 meter i öst-västlig riktning.